# Ali Riley
Alexandra Lowe Riley, detta Ali (Los Angeles, 30 ottobre 1987), è una calciatrice statunitense naturalizzata neozelandese, difensore e capitano dell'Angel City e della nazionale neozelandese.

## Carriera
Nata negli Stati Uniti d'America, a Los Angeles, California, figlia di John Graham e Beverly Fong Lowe, Riley ha iniziato a praticare il calcio già durante i programmi d'atletica prima alla St. Matthew's Parish School di Pacific Palisades per poi continuare alla Harvard-Westlake School di North Hollywood. È stata nominata capitano della squadra di calcio durante la stagione dell'ultimo anno ed è stata due volte Mission League Offensive MVP e due volte selezionata nella prima squadra della San Fernando Valley. All'ultimo anno, ha contribuito a portare le Wolverines alla finale della Southern Section Division I del 2006 ed è stata nominata nella prima squadra All-CIF Southern Section Division I. Riley ha anche militato nelle squadre di calcio locali LA Breakers (precedentemente Westside Breakers) e Real SoCal (già SoCal United).

### Calcio universitario
Dal 2006 decide di completare il suo percorso scolastico iscrivendosi all'Università di Stanford, affiancando il periodo di studi nella facoltà di psicologia all'attività agonistica nella squadra di calcio femminile universitario dell'istituto, le Stanford Cardinal, giocando nella Division I della National Collegiate Athletic Association (NCAA). Alla sua stagione da Freshman scende in campo in 18 incontri, dei quali 15 da titolare segnando 4 reti e fornendo due assist. Rimasta sino al 2009, nei quattro anni di attività matura complessivamente 83 presenze, con 5 reti siglate, aiutando nel suo ultimo anno a conseguire il titolo della Pac-10 Conference, anno in cui la sua squadra raggiunge anche la finale, poi persa 1-0, con le North Carolina Tar Heels.

### Club
Nel gennaio 2009 Riley è la prima dei nuovi acquisti del Pali Blues a disposizione dell'head coach Charlie Naimo per la stagione entrante, stagione che il club di Pacific Palisades inizia da campione in carica dopo che all'esordio ha chiuso al primo posto il campionato 2008, integrando l'organico con altre due sue compagne delle Stanford Cardinal, il difensore Kelley O'Hara e l'attaccante Christen Press. Quell'anno Riley aiuta la squadra a conquistare prima il primo posto in Western Conference, poi superare il Colorado Force nella finale di Conference, il Hudson Valley Quickstrike Lady Blues in semifinale e infine per 2-1 in finale di USL W-League il Washington Freedom Reserves, conquistando così il suo primo trofeo in carriera nel campionato semiprofessionistico statunitense.

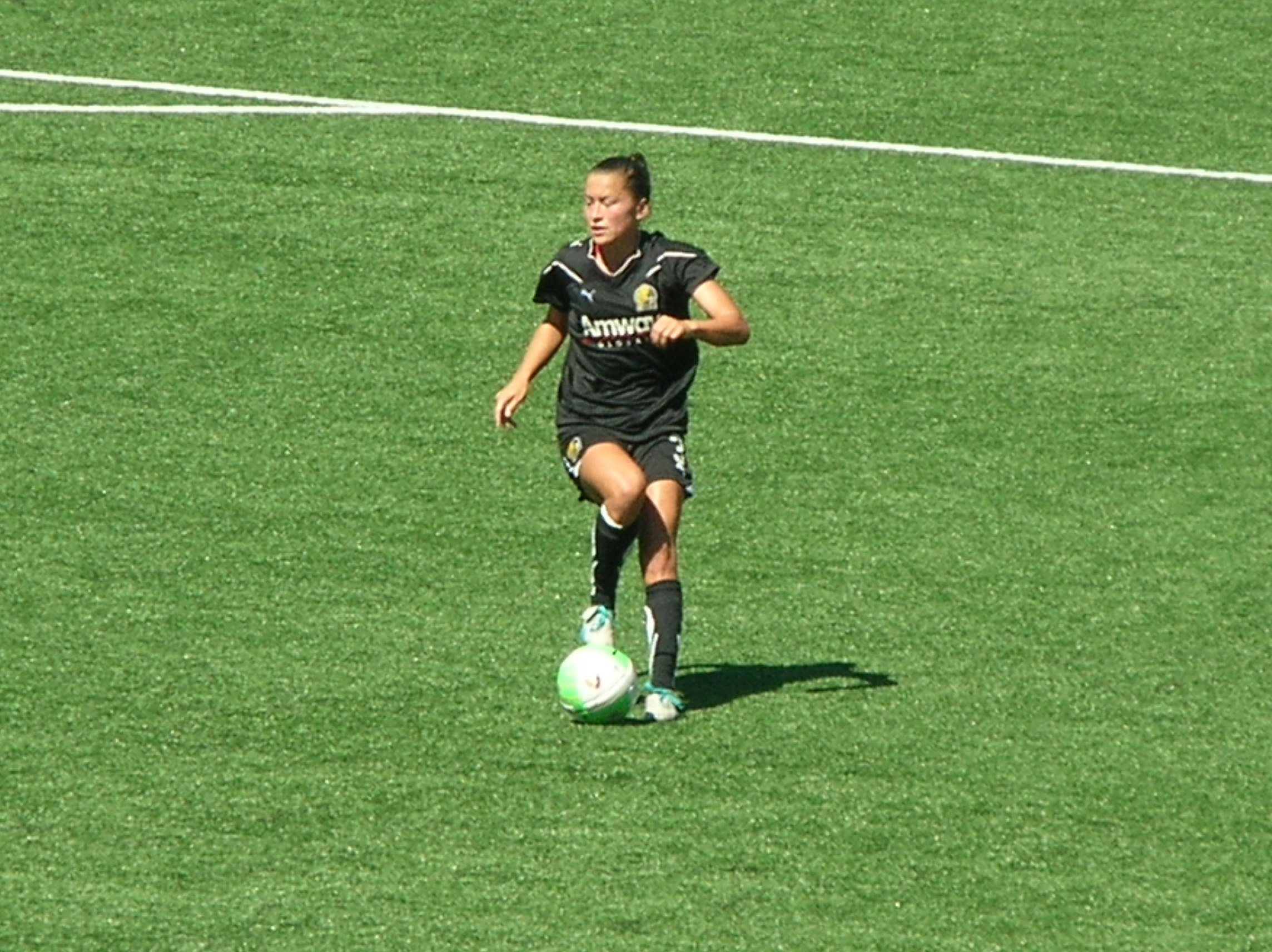
Riley nel 2010 con la maglia del.

All'inizio del successivo anno Riley viene selezionata come decima scelta nel primo round del WPS Draft 2010 dal FC Gold Pride, squadra iscritta alla Women's Professional Soccer. Pur giocando con la nazionale neozelandese nella sua naturale posizione di terzino destro, l'head coach Albertin Montoya ha preferito utilizzarla dall'altro lato della fascia da dove durante il campionato ha fornito 3 assist alle compagne. Dopo che la sua squadra ha chiuso al primo posto la stagione regolare, dopo la vittoria in finale per 4-0 sulle avversarie del Philadelphia Independence festeggia con le compagne il suo secondo trofeo in bacheca. In quell'anno si mette particolarmente in luce venendo premiata come Rookie of the Year. Dopo che nel novembre di quell'anno, non riuscendo a reperire nuovi investimenti, il club fu costretto a cessare ogni attività agonistica, pur da campionesse in carica le calciatrici rimasero svincolate per la stagione entrante.
Prima della ripresa del campionato problemi finanziari costrinsero anche il Chicago Red Stars ad abbandonare la WPS, così da aprire l'iscrizione per il 2011 al Western NY Flash che nel dicembre 2010 annunciò di aver Riley messo sotto contratto.

## Palmarès

### Club
- Women's Professional Soccer: 2

FC Gold Pride: 2010
Western New York Flash: 2011
- Campionato svedese: 3

LdB FC Malmö: 2013
Rosengård: 2014, 2015
- Coppa di Svezia: 3

Rosengård: 2015-2016, 2016-2017, 2017-2018
- Supercoppa svedese: 3

LdB FC Malmö: 2012
Rosengård: 2015, 2016

### Nazionale
- Coppa delle nazioni oceaniane femminile: 4

2007, 2010, 2014, 2018